# Передай привет Брод-стрит
«Передай привет Брод-стрит» (Give My Regards to Broad Street) — художественный фильм, созданный по идее Пола Маккартни. Маккартни написал сценарий и саундтрек к фильму, а также снялся в главной роли. Фильм и саундтрек вышли в 1984 году, следом за успешными альбомами Пола Маккартни Tug of War и Pipes of Peace. Фильм потерпел фиаско в прокате, однако саундтрек, в создании которого помимо Маккартни и Ринго Старра принимали участие такие музыканты, как Дэвид Гилмор и Джон Пол Джонс, достиг определённого успеха: в Великобритании достиг вершины хит-парадов и платинового статуса, а песня No More Lonely Nights номинировалась на премии «Золотой глобус» и BAFTA.
Название фильма — игра слов, где заключена аллюзия на шлягер Джорджа Коэна Give My Regards to Broadway из мюзикла «Малыш Джонни Джонс» и отсылка к железнодорожной станции Брод-стрит в Лондоне (была закрыта в 1986 году).

## Сюжет
В фильме показан один день из жизни Маккартни (аналогично фильму «Вечер трудного дня» о «Битлз»). В этих происшествиях также участвуют его жена Линда и экс-битл Ринго Старр с женой Барбарой.
Стоя в лондонской пробке длиной в несколько километров, Пол Маккартни обдумывает текст песни «Not Such a Bad Boy» и засыпает на заднем сиденье своего автомобиля. Ему снится, что плёнки с записью его нового, ожидаемого всеми, альбома пропали вместе с их курьером, Гарри Торрингтоном, бывшим заключённым. Плёнки необходимо найти до полуночи, иначе компания перейдёт в руки Уильяма Рата (Mr. Rath), владельца компании «Рат Индастрис». Их поисками и занимается Пол на протяжении фильма — между студийными записями, съёмками шоу, участием в радиоинтервью и другими аспектами работы рок-музыканта.

## Отзывы критиков
Фильм собрал рейтинг в 23 % позитивных откликов на Rotten Tomatoes, основанный на обзорах 13 критиков.
Роджер Эберт из «Chicago Sun-Times» дал фильму одну из четырёх звёзд, оценив музыку как «прекрасную», но расценив её как «очень подходящую для нехудожественного фильма»; о фильме он отзывался, в частности, что «эпизоды, где кто-то что-то пытается играть как актёр, очень плохи».